# CX 14 El Espectador
CX 14 El Espectador urugvajska je radijska postaja u vlasništvu tvrtke Lanos S. A. Sjedište postaje nalazi se u glavnom gradu Montevideu.
Do travnja 2013. postaja je bila u javnom vlasništvu, nakon čega je prodana današnjem vlasniku.
Frekvencija postaje iznosi 810 AM-a, a cjelokupni program postaje odvija se na španjolskom jeziku.
Snaga odašiljača iznosi 50 KW i za dnevnog i za noćnog programa na radiju.
Radio El Espectador je prvi radio koji u Urugvaju čiji se prijenos može izravno slušati na mrežnim mjestima radija.
Postaja je članica trgovačko-lobističke zajednice ANDEBU, koja štiti i brani prava radijskih postaja i televizijskih kanala.

## Izabrani program
- La Mañana de El Espectador (jutarnja emisija; voditelj: Daniel Castro)
- Rompkbzas (emisija raznolikosti; voditelj: Daniel Figares)
- Suena Tremendo (emsijia raznolikosti: voditelji: Diego Zas i Juanchi Hounie)
- 13 a 0 (šport; voditelj: Ricardo Piñeyrúa)
- 810 VIVO (ijesti; voditelj: Juan Sader)
- Dinámica rural (lokalne vijesti)
- La venganza será terrible (smijeh; voditelj: Alejandro Dolina)
- Segundo Intento (glazba; voditelj: Felipe Reyes)